# Archives de sciences sociales des religions
Archives de sciences sociales des religions è una rivista scientifica trimestrale di scienza delle religioni, fondata a Parigi nel 1956 da Henri Desroche e Gabriel Le Bras. Il nome originale era Archives de Sociologie des Religions.
Il suo obiettivo è quello di promuovere una prospettiva comparativa, estesa a tutte le religioni viventi e morte, di incoraggiare la cooperazione tra tutte le scienze sociali al fine di far luce sulle molteplici sfaccettature del fenomeno religioso e accogliere l'esposizione degli sviluppi teorici della ricerca.
Per i numeri dal 1956 al 2001 la digitalizzazione e la pubblicazione on line è stata curata dal portale Persée, che è consultabile gratuitamente. JSTOR pubblica la serie editoriale dal 1973 al 2019. Per quanto concerne i numeri successivi all'anno 2000, essi sono disponibili su OpenEdition Journals con una finestra editoriale mobile di due anni. I numeri più recenti si trovano su Cairn.info.